# Bistum Darjeeling

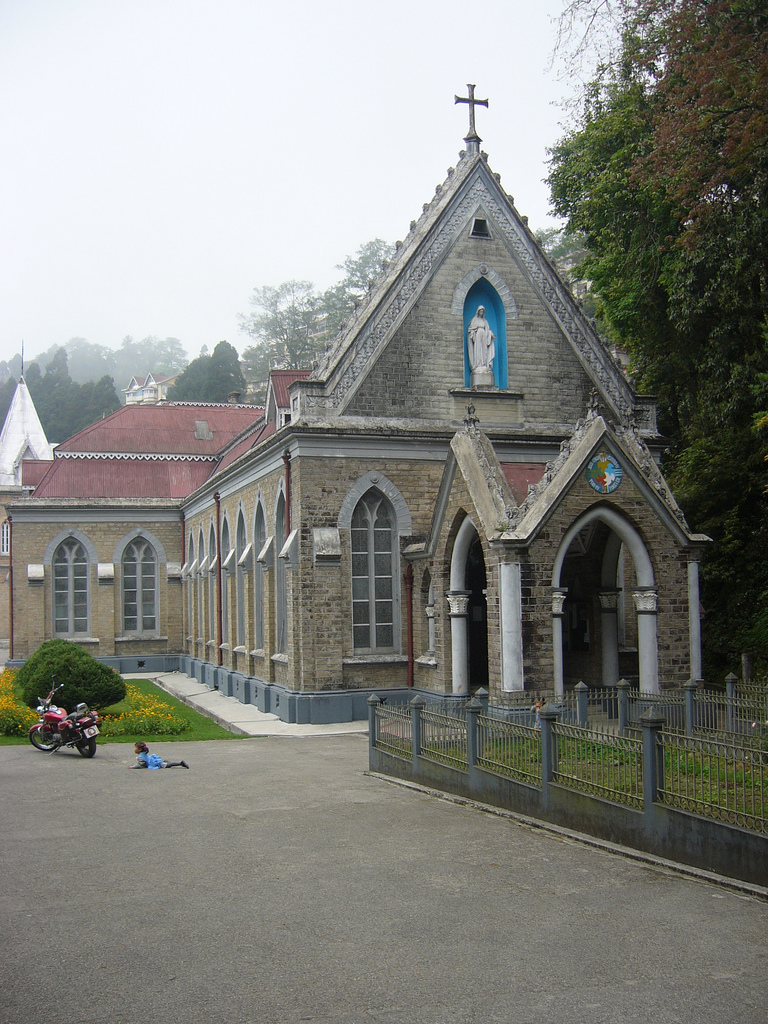
Kathedrale der Unbefleckten Empfängnis

Das Bistum Darjeeling (lateinisch Dioecesis Darieelingensis) ist eine in Bhutan und Indien gelegene römisch-katholische Diözese mit Sitz in Darjeeling.

## Geschichte
Das Bistum Darjeeling wurde am 15. Februar 1929 durch Papst Pius XI. mit der Apostolischen Konstitution In longinquis aus Gebietsabtretungen des Erzbistums Kalkutta und des Apostolischen Vikariates Tatsienlu als Mission sui juris Sikkim errichtet. Am 16. Juni 1931 wurde die Mission sui juris Sikkim durch Pius XI. mit der Apostolischen Konstitution Litteris Apostolicis zur Apostolischen Präfektur erhoben. Die Apostolische Präfektur Sikkim wurde am 8. August 1962 durch Papst Johannes XXIII. mit der Apostolischen Konstitution Quem ad modum zum Bistum erhoben und in Bistum Darjeeling umbenannt. Es wurde dem Erzbistum Kalkutta als Suffraganbistum unterstellt. Am 14. Juni 1997 gab das Bistum Darjeeling Teile seines Territoriums zur Gründung des Bistums Bagdogra ab.

## Territorium
Das Bistum Darjeeling umfasst die Distrikte Darjeeling und Kalimpong im Bundesstaat Westbengalen und den Bundesstaat Sikkim sowie Bhutan.

## Ordinarien

### Superiore von Sikkim
- Jules Elmire Douénel MEP, 1929–1931

### Apostolische Präfekten von Sikkim
- Jules Elmire Douénel MEP, 1931–1937
- Aurelio Gianora CRSMA, 1937–1962

### Bischöfe von Darjeeling
- Eric Benjamin, 1962–1994
- Stephen Lepcha, seit 1997